# Rino Burić
Rino Burić (* 5. April 1997 in Split) ist ein kroatischer Wasserballspieler. Er gewann bis 2024 mit der kroatischen Nationalmannschaft eine Silbermedaille bei Olympischen Spielen sowie eine Goldmedaille bei Weltmeisterschaften. Bei Europameisterschaften erkämpfte er je einmal Gold und Silber. 

## Sportliche Karriere
Der 1,97 Meter große Rino Burić begann bei VK Mornar Split und spielte von 2019 bis 2023 bei VK Jadran Split. 2023 siegte Jadran in der kroatischen Meisterschaft. 2023/24 war er bei VK Jug Dubrovnik.
2017 wurde Burić mit der kroatischen Juniorenauswahl Zweiter bei der Juniorenweltmeisterschaft. Ab 2020 spielte er in der Nationalmannschaft. 2022 gewannen die Kroaten im Viertelfinale der Weltmeisterschaft in Budapest mit 14:12 gegen Serbien. Nach einer 5:10-Niederlage gegen die Spanier im Halbfinale verloren die Kroaten im Spiel um den dritten Platz gegen die Griechen. Zwei Monate später bei der Europameisterschaft in Split gewannen die Kroaten das Halbfinale mit 11:10 gegen Italien und siegten im Finale mit 10:9 über Ungarn. Bei der Weltmeisterschaft 2023 in Fukuoka verloren die Kroaten in den Play-offs gegen Montenegro und belegten am Ende den neunten Rang. Im Januar 2024 bei der in Zagreb und Dubrovnik ausgetragenen Europameisterschaft bezwangen die Kroaten im Halbfinale die Ungarn. Im Finale unterlagen sie den Spaniern mit 10:11. Einen Monat später bei der Weltmeisterschaft in Doha gewannen die Kroaten im Viertelfinale mit 15:13 gegen die Serben. Sowohl das Halbfinale gegen Frankreich als auch das Finale gegen die Italiener gewannen die Kroaten erst im Penaltyschießen. Bei den Olympischen Spielen 2024 in Paris belegten die Kroaten in der Vorrunde den vierten Platz. Im Viertelfinale besiegten sie die Spanier und im Halbfinale die Ungarn. Im Finale trafen sie auf Serbien, den Vierten der anderen Vorrundengruppe, und unterlagen 11:13. Rino Burić hatte im Finale fast 19 Minuten Spielzeit und erzielte einen Treffer.